# روبرتو كروز (لاعب تايكوندو)
روبرتو كروز هو لاعب تايكوندو فلبيني، ولد في 18 أغسطس 1972.

## وصلات خارجية
- روبرتو كروز على موقع TaekwondoData.com (الإنجليزية)
- روبرتو كروز على موقع أوليمبيديا (الإنجليزية)